# Flavio Faggioni
Flavio Faggioni (Bolzano, 18 agosto 1981) è un ex hockeista su ghiaccio italiano, di ruolo attaccante.

## Carriera
Iniziò la carriera professionistica in Italia nel 2001 con l'HC Fassa con il quale giocò fino alla fine della stagione 2005; successivamente si trasferì per un anno sull'altopiano di Renon. Nel 2006 intraprende la strada con l'Hockey Club Bolzano, squadra nella quale militò per due stagioni conquistando uno scudetto, una Coppa Italia ed una Supercoppa italiana.
Nel 2008 si trasferì a Pontebba dove rimase per una stagione prima di essere ingaggiato in Serie A2 dall'HC Merano Junior, squadra con cui militò fino al 2011. Nello stesso anno si trasferì all'Hockey Club Neumarkt-Egna, sfiorando la promozione in Serie A nella stagione 2011-2012. Al termine della stagione gli fu rinnovato il contratto per un altro anno.
Dopo due stagioni trascorse ad Egna nell'estate del 2013 Faggioni fece ritorno al Merano.
L'anno seguente, con la mancata iscrizione del Merano alla Serie A, firmò un contratto annuale con l'Egna, tornando in massima serie. Terminato il contratto ha fatto ritorno a Merano, dove è rimasto fino al ritiro annunciato nel settembre 2020.

## Palmarès

### Club
- Campionato italiano: 1

Bolzano: 2007-2008
- Coppa Italia: 1

Bolzano: 2007-2008
- Supercoppa italiana: 1

Bolzano: 2007
- Serie B: 1

Merano: 2015-2016